# Paul Löwinger
Paul Löwinger (* 10. November 1904 in Laa an der Thaya; † 17. Dezember 1988 in Wien) war ein österreichischer Volksschauspieler. Seine Bekanntheit verdankt er seinen Auftritten auf der Löwinger-Bühne und zahlreichen Filmrollen.

Aufnahme von Georg Fayer (1934)

Als „Peterl“ in seinem Volksstück „Peterls Brautfahrt“. (Georg Fayer, 1934)

## Leben
Paul Löwinger wurde als Spross der Familie Löwinger, die die bekannte österreichische Wanderbühne Löwinger-Bühne betrieb, während einer Tournee in Laa/Thaya geboren. Schon als Kind sammelte er schauspielerische Erfahrung. Mit seinen Eltern, den Theaterprinzipalen Josef und Cilli Löwinger, sowie seinen Geschwistern Heinz und Gretl zog er mit wechselnden Programmen durch die Lande. Sie spielten vor einfachem Publikum und erhielten als Gegenleistung oft nur Naturalien. 1922 gesellte sich der am 13. Jänner 1900 geborene Josef Grabmaier zur Truppe, nahm später den Künstlernamen Sepp Löwinger an und blieb ein Leben lang bei der Löwinger-Bühne.
Während der 1930er-Jahre ließ sich die Bühne erstmals an einem festen Ort nieder, und zwar in der Landgutgasse im Wiener Gemeindebezirk Favoriten.
Im selben Jahr heiratete Paul Liesl Meinhard, mit der er drei Kinder hatte, Sissy, Guggi und Paul jun. Während des Zweiten Weltkrieges wurde die Bühne als Fronttheater zu den Soldatenstützpunkten in Russland, Polen sowie in die Balkanländer und nach Griechenland beordert. Nach dem Krieg kehrte die Familie nach Wien zurück, das Theater in der Landgutgasse war mittlerweile völlig zerstört. Paul fand eine neue Bleibe im Renaissance-Theater in der Neubaugasse, das der Bühne für mehr als 20 Jahre als Heimstatt diente. Nach dem Tod der Mutter übernahm Paul 1949 die Theaterintendanz. 1964 gründete er die Lisa Film.
Fast alle Geschwister blieben dem Ensemble bis in die späten 1980er-Jahre erhalten und wurden nach dem Start des Österreichischen Fernsehens 1956 mit ihren Darbietungen bis über die Landesgrenzen hinaus bekannt. Jahrzehntelang wurden die Lustspiele der Löwinger Bühne, die vor allem im ländlichen Milieu angesiedelt waren, im Hauptabendprogramm des ORF ausgestrahlt. Auch im ZDF liefen mehrere Aufführungen mit beachtlichem Erfolg. Viele Nachahmer, wie der Komödienstadel des Bayerischen Rundfunks, lehnten sich an das Konzept der Traditionsbühne an.
Paul war dank seines überragenden komödiantischen Talents, das nicht frei von Skurrilität war, eine der beliebtesten Persönlichkeiten des österreichischen Unterhaltungsgenres. Bis zu seinem Tod 1988 war die Löwinger-Bühne eine feste Institution im Medienleben. Danach wurde sie von seiner Tochter Sissy in kleinerem Rahmen weitergeführt.
Paul Löwinger wirkte auch in vielen deutschen Heimat- und Schlagerfilmen mit und erreichte mit ihnen überregionale Bekanntheit. Viele der Schwänke und Possen, die die Löwinger-Bühne im Laufe der Jahre aufführte, stammten aus seiner Feder. Auch als Sänger von Couplets ist er noch manchem in Erinnerung. Paul Löwinger starb am 17. Dezember 1988 in seiner Wiener Wohnung an Herzversagen. Die Grabstelle von Paul und Liesl Löwinger befindet sich im Ehrenhain auf dem Wiener Zentralfriedhof (Gruppe 40, Nummer 138).

## Fernsehaufzeichnungen (Auswahl)
- 1971: Hugo in Ängsten
- 1972: Drei Frauen um Daniel
- 1972: S' Nullerl
- 1973: Die drei Dorfheiligen
- 1973: Die falsche Annonce
- 1975: Alles, nur keine Schwestern
- 1976: Die Zeitungsbraut
- 1978: Spät, aber doch
- 1979: Doppelt hält schlechter
- 1981: Der verlorene Bräutigam
- 1982: Alles in Ordnung
- 1982: Der verkaufte Großvater
- 1984: Akazienbaum und Birke
- 1984: Der Hecht im Karpfenteich
- 1985: Der keusche Josef
- 1986: Liebe wie’s im Büchel steht
- 1988: Der Dorfcasanova

## Filmografie

### Kinofilme
- 1935: Die beiden Stoffl
- 1948: Zyankali
- 1948: Die Verjüngungskur
- 1950: Der keusche Adam
- 1951: Valentins Sündenfall
- 1953: Im Krug zum grünen Kranze (Die 5 Karnickel)
- 1955: Zwei Herzen und ein Thron
- 1956: Wenn Poldi ins Manöver zieht (Manöverzwilling)
- 1956: Kaiserball
- 1956: Die schöne Meisterin
- 1957: Noch minderjährig (Unter Achtzehn)
- 1957: Schön ist die Welt
- 1958: Wenn Mädchen ins Manöver zieh’n
- 1960: Die Glocke ruft (Glocken läuten überall)
- 1960: Das Dorf ohne Moral
- 1961: Im schwarzen Rößl
- 1963: Das haben die Mädchen gern
- 1963: Im singenden Rössel am Königssee
- 1964: Rote Lippen soll man küssen (Die ganze Welt ist himmelblau)
- 1964: Tim Frazer jagt den geheimnisvollen Mister X
- 1965: Das Mädel aus dem Böhmerwald
- 1966: 00Sex am Wolfgangsee
- 1967: Heubodengeflüster
- 1968: Paradies der flotten Sünder
- 1969: Liebe durch die Hintertür
- 1970: Frau Wirtin bläst auch gern Trompete
- 1970: Frau Wirtin treibt es jetzt noch toller
- 1970: Musik, Musik – da wackelt die Penne
- 1971: Mein Vater, der Affe und ich
- 1971: Wenn mein Schätzchen auf die Pauke haut
- 1972: Außer Rand und Band am Wolfgangsee
- 1972: Die liebestollen Apothekerstöchter
- 1973: Frau Wirtins tolle Töchterlein